# Rezervația naturală Leordoaia
Leordoaia este o rezervație naturală silvică în raionul Călărași, Republica Moldova. Este amplasată în ocolul silvic Hîrjauca, Hîrjauca-Sipoteni, parcela 31. Are o suprafață de 158 ha. Obiectul este administrat de Gospodăria Silvică de Stat Călărași.

## Galerie de imagini

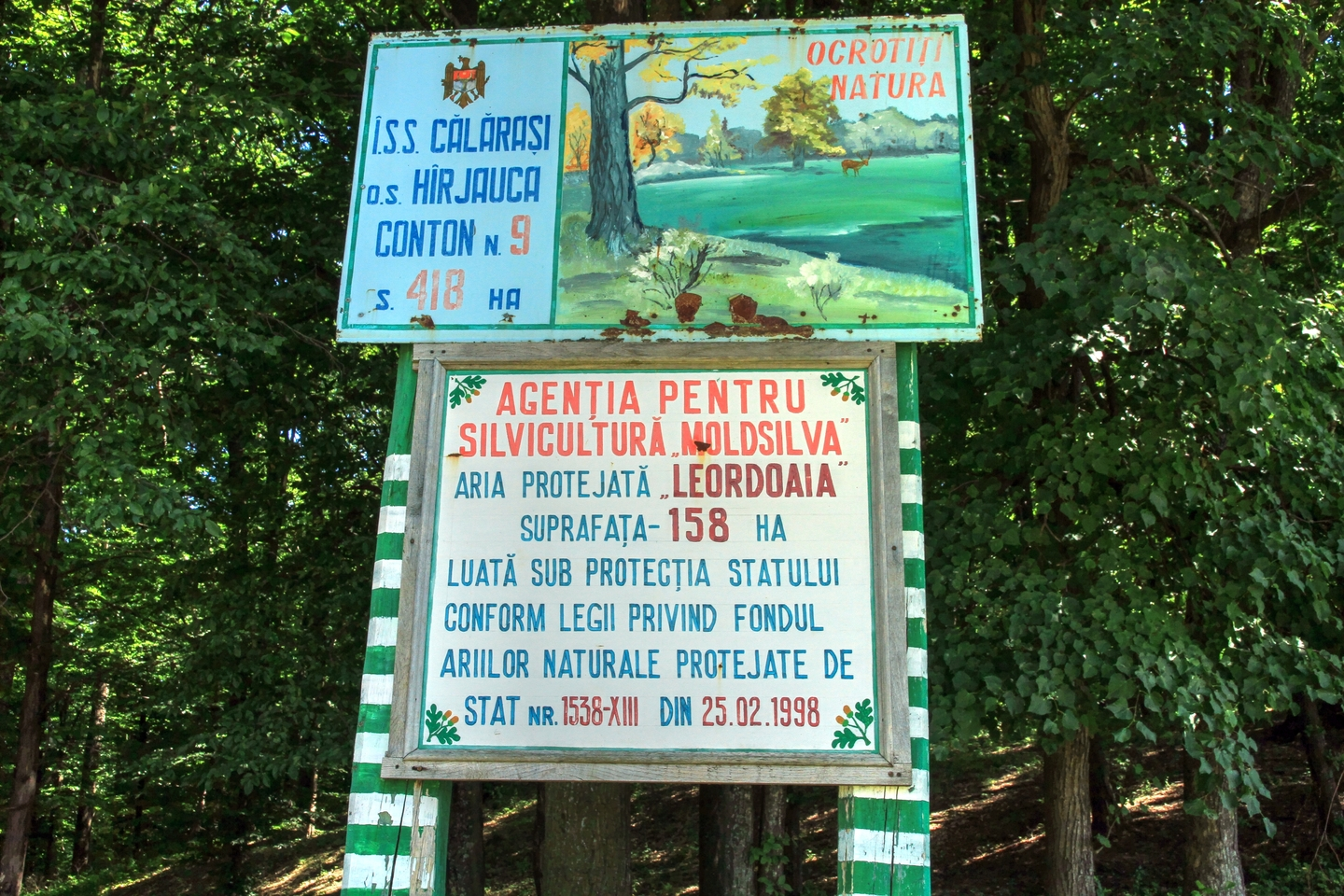
Panou informativ
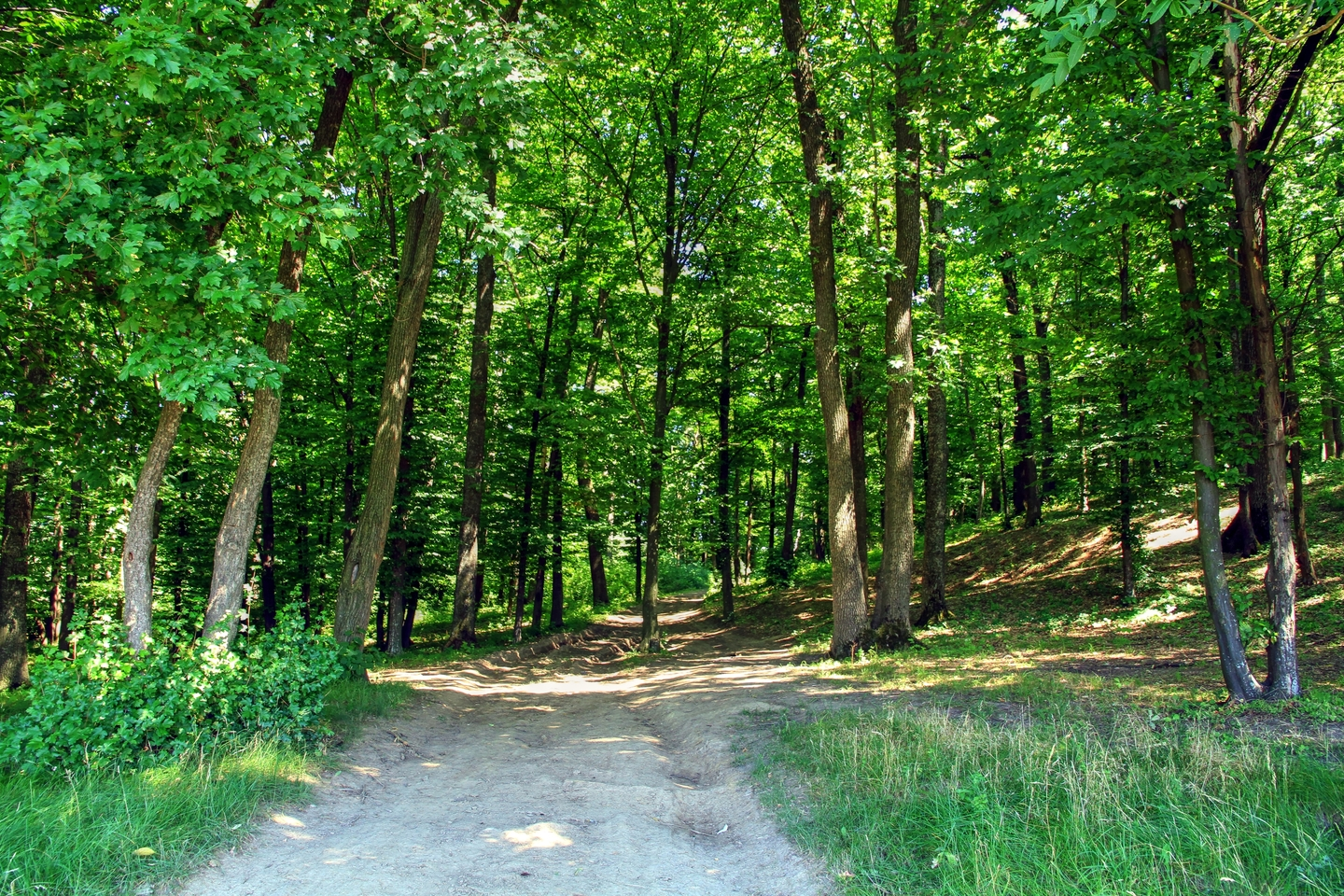
Drum de acces
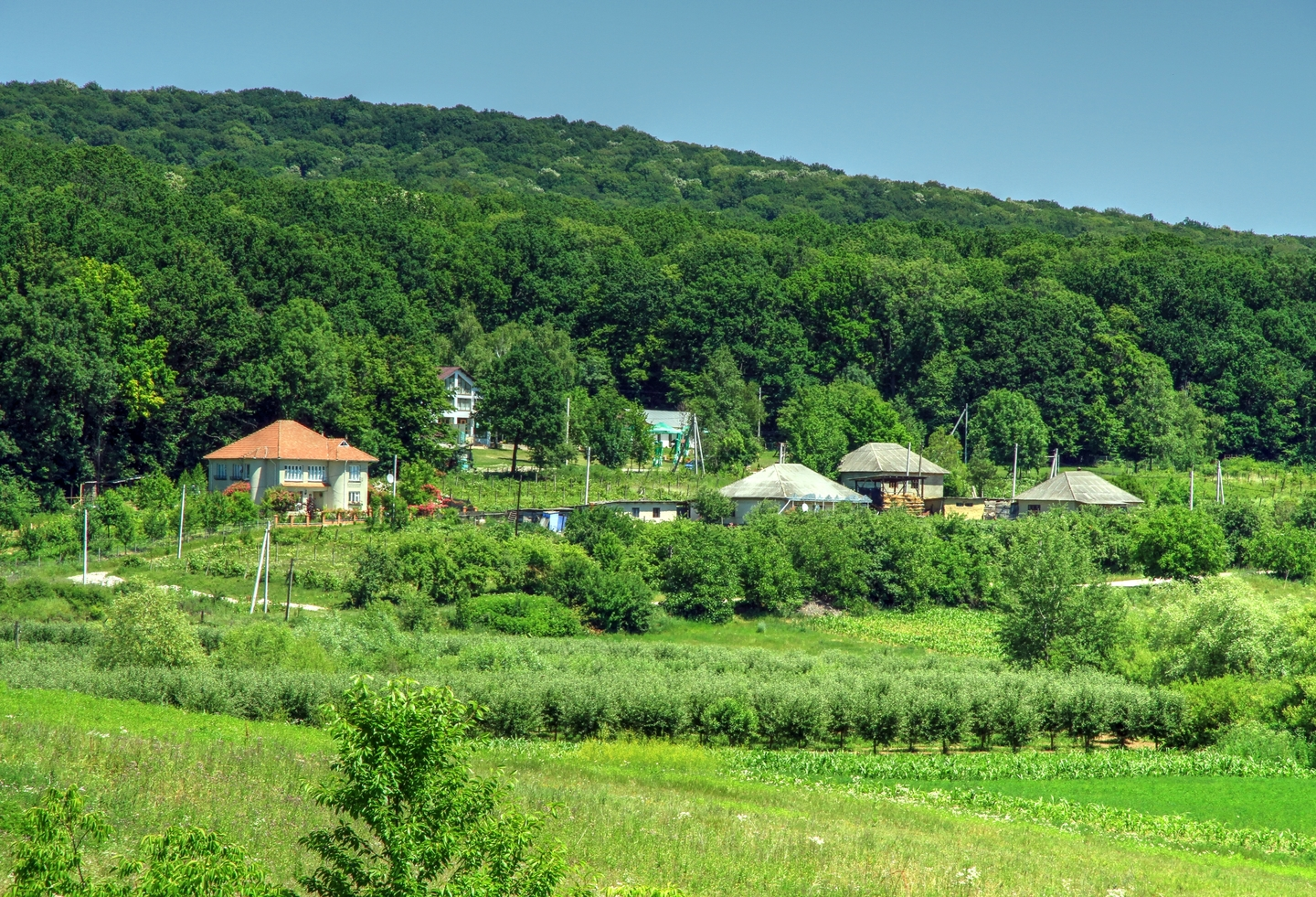
Case lângă pădure
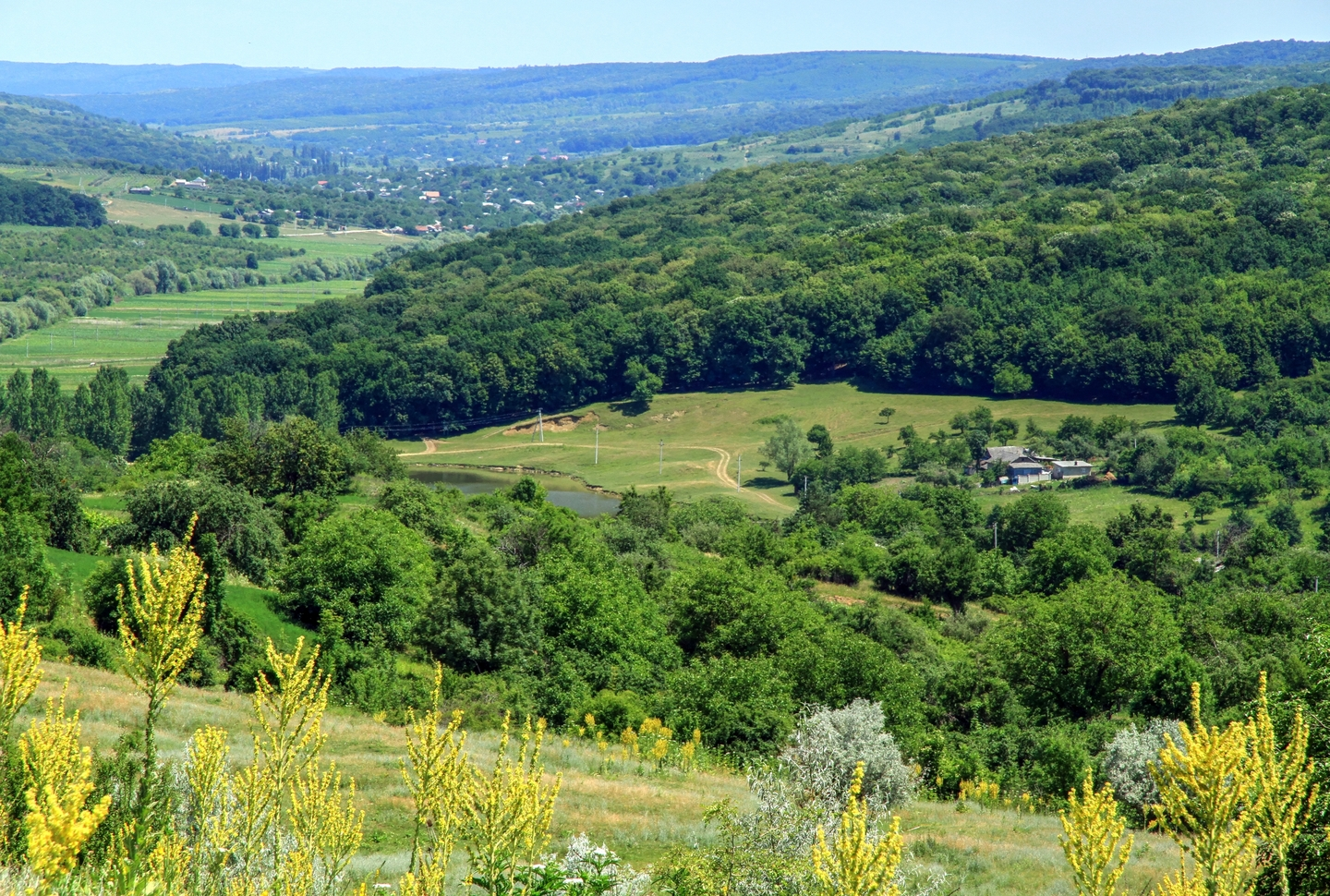
Vedere spre satul Leordoaia